# Egernia coventryi
Egernia coventryi är en ödleart som beskrevs av  Storr 1978. Egernia coventryi ingår i släktet Egernia och familjen skinkar. Inga underarter finns listade i Catalogue of Life.